# Быкова, Александра Степановна
Александра Степановна Быкова (в замужестве Морозова; 1879—1951) — ткачиха Прохоровской мануфактуры, участница Революции 1905—1907 годов в Москве.

## Биография
Александра Быкова родилась в 1879 году (по её словам, в 1877 году) в селе Батайки Суковской волости Коломенского уезда Московской губернии (ныне городской округ Ступино Московской области) в семье крестьянина. Часто ходила в церковь. После смерти отца в 1893 году Александра поступила на отделочное отделение текстильной фабрики в села Озёры (в советское время носила название «Красный челнок»). Там же стала обучаться ткацкому делу. В 1901 году сгорел дом её матери в деревне, что негативно сказалось на благосостоянии семьи. Денег на уплату податей не хватало, и недоимки стали вычитать из зарплаты Александры. Из-за податей сформировалось её негативное отношение к самодержавию.
В 1902 году фабрика в селе Озёры сгорела, и Александра Быкова поступила ткачихой в московскую Прохоровскую мануфактуру. В 1903 году познакомилась со слесарем фабрики Василием Селивёрстовичем Морозовым, за которого впоследствии вышла замуж. Благодаря ему увлеклась политикой. Посещала политические кружки, принимала участие в забастовках и в похоронах Н. Э. Баумана. Избиралась фабричным депутатом.
10 декабря 1905 года принимала участие в десятитысячной демонстрации рабочих Пресни. Вместе с М. А. Козыревой несла красное знамя. Когда казаки попытались разогнать демонстрацию, девушки вышли им навстречу с криками: «Убейте нас! Живыми мы знамя не отдадим!».
В декабрьском вооружённом восстании Александра Быкова участия не принимала. В 1913 году у неё родился сын. В 1932 году вступила в ВКП(б). Умерла в 1951 году.

## Цитаты
В. И. Ленин писал о поступке М. А. Козыревой и А. С. Быковой на демонстрации 10 декабря 1905 года:
Эти образцы отваги и геройства должны навсегда быть запечатлены в сознании пролетариата.
Участники демонстрации 10 декабря 1905 года вспоминали:
Впереди была боевая дружина, Козырева и Быкова со знаменем.В. Крупин, гравер
У нас несли знамя Козырева Мария и Нюша Грачик. Как только крикнули «казаки»… одна выпустила [знамя], оно свернулось и написанного не видно было. Быкова подняла…Н. Иванов, ткач
Одна из женщин, несшая флаг, бросила его, и одна Козырева была не в состоянии с ним справиться. Но ей на помощь подоспела Быкова. Они всё время старались надписью флаг повёртывать к казакам.В. Морозов, слесарь, сотенный начальник боевой дружины
А. С. Быкова вспоминала:
… 9-го числа, получив получку, мы, работницы, сложились и купили красной материи и вышили на ней белыми тесёмками лозунг … 10-го вышли на демонстрацию … флаг несли тт. Козырева и Анна из красильного отделения, фамилии которой не помню. На флаге было воззвание к солдатам: «Товарищи солдаты, не стреляйте в нас, вы наши братья, разденьте ваши шинели и посмотрите на себя, вы такие же рабочие, как и мы». Как только демонстрация пошла на Пресню, то с двух концов окружили казаки… Козырева… осталась посреди улицы одна с флагом. Так как флаг был на двух палках, то мне пришлось помочь ей развернуть его, чтобы прочесть казакам. Козырева повторила словами то, что было написано на флаге. Офицер кричал, чтобы мы ушли с дороги, а солдаты, на которых подействовали наши слова, уехали, не дождавшись команды офицера.

## Память
- Автобиография Александры Быковой была опубликована в сборнике 1930 года «Рабочие Трёхгорной мануфактуры в 1905 году»[3].
- На углу улицы Красная Пресня и Большого Трёхгорного переулка была установлена стела с именами Александры Быковой и Марии Козыревой[3].
- Эпизод, произошедший на демонстрации 10 декабря 1905 года, нашёл отражение в монументе в память революции 1905 года на площади Краснопресненская Застава. В правой части монумента изображена схватка безоружного рабочего и девушки с конным жандармом[4].